# نبرد پورتلند
نبرد پورتلند به نخستین جنگ بین ناوگان بریتانیا به دریاسالاری رابرت بلیک و ناوگان هلند به دریاسالاری مارتین ترامپ گفته می‌شود. این جنگ از ۲۸ فوریه تا ۲ مارس ۱۶۵۳ در گرفت.

## نتیجه نبرد
پس از شکست هلند در پی جنگ‌های دو ساله دریایی با بریتانیا، دولت هلند خواستار صلح شد. هلندی‌ها مجبور شدند علاوه بر پذیرش شرایط مختلف، ۸۵ هزار لیرهٔ انگلیسی نیز به شرکت بریتانیایی هند خاوری غرامت بپردازند.